# Fritz Boye
Carl Fredrik (Fritz) Boye, född 17 oktober 1857 i Göteborg, död 7 april 1927 i Huddinge församling, Stockholms län, var en svensk ingenjör. Han var son till Eduard Boye, bror till Emil Boye och far till Karin Boye.
Efter mogenhetsexamen 1875 utexaminerades Boye från Teknologiska institutet i Stockholm 1878. Han var ritare vid Kockums Mekaniska Verkstads AB i Malmö 1878–1881, brandförsäkringsinspektör hos Brand- och lifförsäkrings AB Svea i Göteborg 1881–1888, kamrersassistent där 1888–1891, kontorschef 1892–1909 samt brandförsäkringstekniker och ombudsman för Förlags AB Bifrost i Stockholm från 1909. Fritz Boye är begravd på Östra kyrkogården i Göteborg.